# Грютерс, Хуго
Хуго Грютерс (нем. Hugo Grüters; 8 октября 1851, Юрдинген, ныне в составе Крефельда — 19 августа 1928, Лойкербад, Швейцария) — немецкий дирижёр. Сын городского органиста Маттеуса Грютерса (1808—1890), брат Августа Грютерса.

## Биография
Начал учиться музыке у своего отца и старшего брата, с 16-летнего возраста учился в Кёльнской консерватории у Фердинанда Хиллера (композиция), Фридриха Гернсхайма и Эрнста Рудорфа (контрапункт), Изидора Зайсса (фортепиано) и Отто фон Кёнигслёва (скрипка). По окончании консерватории три года работал в Нидерландах, в 1873 году вернулся в Германию и работал дирижёром в Хамме и Цвайбрюкене. В 1884—1898 гг. генеральмузикдиректор Дуйсбурга, где оставил по себе память исполнением масштабных хоровых сочинений: «Мессии» Генделя, «Страстей по Матфею» Баха, Хоральной симфонии Бетховена. Затем в 1898—1922 гг. генеральмузикдиректор Бонна. В боннский период провёл, помимо прочего три крупных фестиваля, посвящённых музыке Людвига ван Бетховена, Георга Фридриха Генделя (1900) и Роберта Шумана (1906).
Среди наиболее известных учеников Грютерса — братья Фриц и Адольф Буши (второй из них в 1913 году женился на дочери Грютерса Элизе).
Грютерсу посвящена Романтическая сюита Op. 125 Макса Регера (1912).